# Joan Baptista Pujol
Pour les articles homonymes, voir Pujol.
Joan Baptista Pujol i Riu (nom catalan, en espagnol : Juan Bautista Pujol ; Barcelone, 1835 – 1898) est un pianiste, compositeur et pédagogue catalan.

## Biographie
Il a étudié au Conservatoire de Paris avec Napoléon Henri Reber. Quand il revient à Barcelone en 1886, il va diriger l'enseignement du piano à l'école municipale de musique. Son action a été essentielle pour la création d'une école catalane de pianistes. Parmi ses élèves, on peut citer Isaac Albéniz, Frederic Lliurat, Valdealde ou Joaquim Malats. Il a organisé à la Sala Beethoven la première saison de concerts symphoniques pour la ville de Barcelone en 1881, avec la participation de personnalités étrangères. Il a également monté une saison d'opéras français au cours de laquelle a été créé à Barcelone, l'opéra Mireille de Gounod. 
En 1888, il a fondé une maison d'édition de musique et a constitué une collection de musique consacrée à la musique religieuse, pour voix et accompagnement d'orgue ou d'harmonium. Il a laissé de nombreuses œuvres dans le style de musique de salon.